# Le Morne-Rouge
Le Morne-Rouge ist eine französische Gemeinde im Übersee-Département Martinique. Sie war bis zu dessen Auflösung 2015 der Hauptort (Chef-lieu) und die einzige Gemeinde im Kanton Le Morne-Rouge. Die Bewohner nennen sich Péléens oder Péléennes.

## Wirtschaft
Die Ortschaft ist bekannt für die Produktion von Bananen und Ananas.

## Geographie
Das Dorf am Stratovulkan Montagne Pelée liegt ungefähr auf 450 m Höhe. In der Gemeindegemarkung endet die Route de la Trace, die dort den Tunnel de Deux Choux passiert.

## Bevölkerungsentwicklung
| 1961 | 1967 | 1974 | 1982 | 1990 | 1999 | 2006 | 2010 | 2011 |
| ---- | ---- | ---- | ---- | ---- | ---- | ---- | ---- | ---- |
| 5169 | 5449 | 5412 | 4889 | 5278 | 5395 | 5198 | 5083 | 5043 |

## Bilder

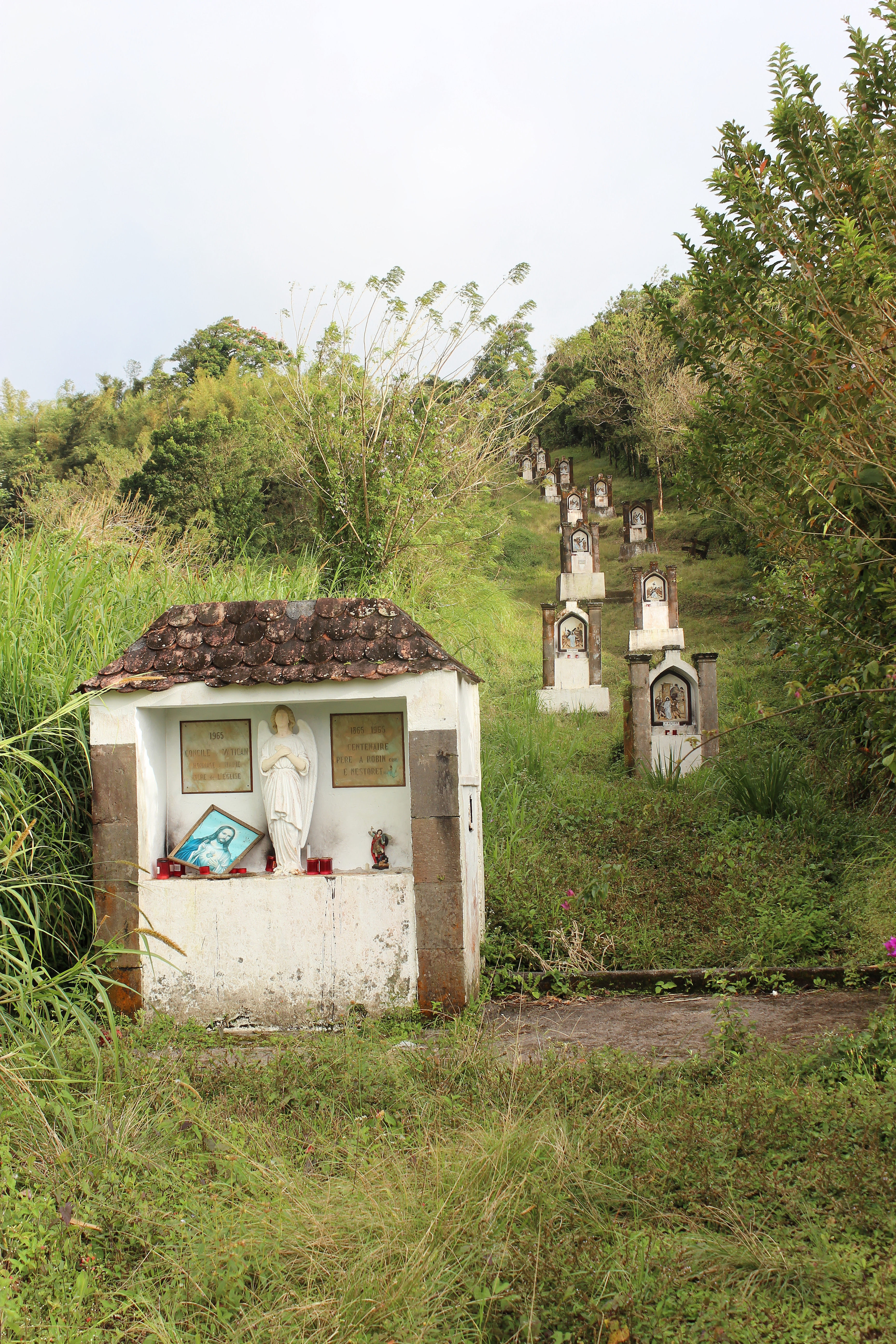
Bildstöcke bei La Morne-Rouge
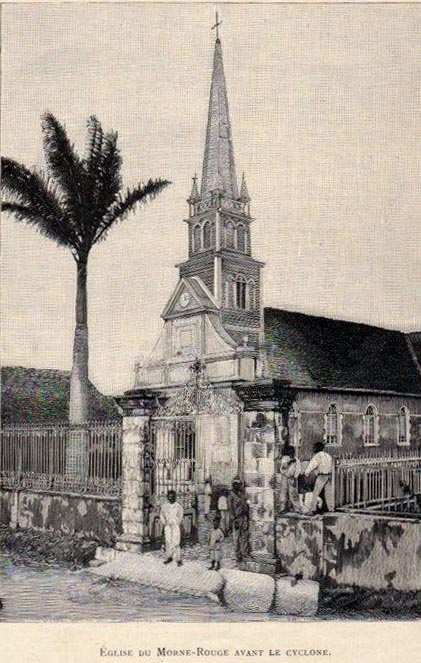
Die Kirche von Morne-Rouge im Jahr 1890